# Robert de Carteret
Modèle:Voir hmoonymes
Robert de Carteret (21 septembre 1721, Londres – 13 septembre 1776, Haynes Park) est le 3e comte Granville.

## Biographie
Il est le fils de John Carteret, 2e comte Granville, et de Frances Worsley, 26e seigneur de Saint-Ouen, 4e baronet Carteret de Mélèches, 3e Baronet Carteret de Haynes, 2e vicomte Carteret et comte Granville, Bailli de Jersey. Il épouse en premières noces, Elizabeth de Carteret (décédée le 29 septembre 1766), puis en secondes noces, Mary Paddock, en 1768 à Londres.
Il tente de rétablir l'ordre et de réduire la corruption sur son territoire en Caroline du Nord, en nommant un nouvel agent, Francis Corbin en 1758, mais ne peut empêcher les révoltes en Albermales (ancien nom de la Caroline du Nord).
Il est Bailli de Jersey de 1763 à 1776.
Ii est inhumé en sa résidence de Haynes Park.

## Ascendance
```
          ┌──> 
Philip Carteret
 (1643† 1672)
          │    capitaine de la Royal Navy
          │
     ┌──> 
George Carteret
(1667 † 1695) 
     │    baron Carteret
     │    │
     │    └──> Jemina Montagu
     │         
     │
┌──> 
John Carteret
 (1690 † 1763) 
│    comte Granville
│    │
│    │    ┌──> 
John Granville
 (1654 † 1701)
│    │    │    comte de Bath
│    │    │
│    └──> Grace Granville (1654-1744)
│         comtesse Granville
│         │
│         └──> Jane Wyche (1630 † 1692)
│              
│
Robert de Carteret (1721-1776)
comte Granville 
│
│         ┌──> Robert Worsley (1643 † 1676)
│         │    baronet Worsley
│         │
│    ┌──> Robert Worsley (1669 † 1747) 
│    │    baronet Worsley
│    │    │
│    │    └──> Mary Herbert (1649 † 1693)
│    │         comtesse de Gainsborough
│    │
└──> Frances Worsley (11694 † 1743)
     
     │
     │    ┌──> Henry Thynne (1674 † 1708)
     │    │    archevêque de Canterbury 
     │    │
     └──> Frances Thynne († 1750)
          
          │
          └──> Grace Strode (†1725)
               
```